# مارکو ونتورینی
مارکو ونتورینی (انگلیسی: Marco Venturini؛ زادهٔ ۱۲ ژوئیه ۱۹۶۰) تیرانداز اهل ایتالیا بود.